# Pieces of a Woman
Pieces of a Woman er en amerikansk dramafilm fra 2020 instrueret af Kornél Mundruczó fra et manuskript af Kata Wéber. Filmen har Vanessa Kirby i hovedrollen med Shia LaBeouf, Molly Parker, Sarah Snook, Iliza Shlesinger, Benny Safdie, Jimmie Fails og Ellen Burstyn på rollelisten.
Martin Scorsese fungerede som en af de ledende producenter.
Filmen er en amerikansk-canadisk co-produktion og er direkte relateret til Mundruczó og Wébers skuespil af samme navn fra 2018.
Pieces of a Woman havde verdenspremiere den 4. september 2020 ved Filmfestivalen i Venedig, hvor Kirby vandt Volpi Cup for bedste skuespillerinde.
Den blev udgivet i udvalgte biografer den 30. december 2020, inden den blev udgivet digitalt på Netflix den 7. januar 2021.
Kirby blev nomineret til en Oscar for bedste kvindelige hovedrolle for sin rolle i filmen.

## Produktion
I oktober 2019 blev det meddelt, at Vanessa Kirby og Shia LaBeouf havde sluttet sig til filmens rollebesætning, hvor Kornél Mundruczo skulle instruere efter et manuskript skrevet af hans partner Kata Wéber. Filmen er baseret på skuespillet af samme navn fra 2018, der også er skrevet af Wéber og Mundruczó, som var baseret på deres egne oplevelser med at miste et barn til en mislykket graviditet.
Wéber indsendte manuskriptet til den ungarske nationale filmfond, men fik ikke støtte til filmen. Senere blev den taget op af en amerikansk producer.
Sam Levinson og Martin Scorsese var ledende producenter på filmen.
I december 2019 blev Jimmie Fails, Ellen Burstyn, Molly Parker og Iliza Shlesinger tilføjet til rollelisten.
I januar 2020 blev Sarah Snook og Benny Safdie tilføjet til rollelisten.
Howard Shore skrev musikken til filmen.
Filmoptagelserne startede den 3. december 2019 i Montreal, Canada, og varede til slutningen af janaur 2020.

## Udgivelse
Pieces of a Woman havde verdenspremiere på Filmfestivalen i Venedig den 4. september 2020.
Netflix erhvervede sig kort efter de verdensomspændende distributionsrettigheder til filmen.
Filmen blev også vist ved Toronto Film Festival i slutningen af september 2020.
Filmen blev udgivet i udvalgte biografer den 30. december 2020, inden den blev udgivet digitalt på Netflix den 7. januar 2021.

## Modtagelse
Rotten Tomatoes har filmen en bedømmelse på 75% baseret på 222 anmeldelser, med en gennemsnitlig vurdering til 6.8/10. Hjemmesidens kritikeres konsensus lyder: "Pieces of a Woman kæmper for at opretholde momentum efter en fantastisk åbningsscene, men Vanessa Kirbys optræden gør slutresultatet til et gribende portræt af sorg."
På Metacritic har filmen en gennemsnitlig bedømmelse på 66 ud af 100 baseret på 40 kritikere, der indikere den som "generelt gunstige anmeldelser".
Jannie Dahl Astrup fra Soundvenue giver filmen 5 ud af 6 stjerner og skriver om Kirbys optræde at den er: "En kraftpræstation af de sjældne, du ikke kan tage øjnene fra ... Kirbys stemme er markant dyb og insisterende, nærmest hypnotisk hviskende, når hun endelig siger noget."
Værten på Filmland på dr.dk, Per Juul Carlsen giver filmen 3 ud af 6 stjerner og kalder filmen "Bizar og absurd" men skriver også at "Hele filmens 24 minutter lange centrale scene, hvor Martha, vores hovedperson, gør sig klar til at føde, mens hendes mand, Sean, vimser fortumlet rundt og jordemoderen dukker op, er formidabel. Mundruczós kamera cirkler, næsten danser og svømmer, rundt i parrets lejlighed, mens Martha storbøvser og pruster og stønner inden den store vidunderlige kraftanstrengelse. Alt sammen i én lang optagelse."